# Сырница (Хасковская область)
Сырница (болг. Сърница) — село в Болгарии. Находится в Хасковской области, входит в общину Минерални-Бани. Население составляет 646 человек.

## Политическая ситуация
В местном кметстве Сырница, в состав которого входит Сырница, должность кмета (старосты) исполняет Шенол Кемал Ахмед (Движение за права и свободы (ДПС)) по результатам выборов правления кметства.
Кмет (мэр) общины Минерални-Бани — Орхан Шабан Мюмюн (Движение за права и свободы (ДПС)) по результатам выборов в правление общины.